# Accordéonissi-mots
Albums de Serge Lama
Un jour, une vie
(2003) L'Âge d'horizons
(2008)
Accordéonissi-mots est un album live de Serge Lama parut chez WEA le 28 novembre 2005.

## Histoire
Serge Lama débute la tournée Accordéonissi-mots en février 2004. Sur scène, accompagné à l'accordéon par Sergio Tomassi, sur des nouveaux arrangements, il revisite nombre de ses chansons. Le tour qui, à deux reprises l'a conduit au Québec (pour plus de 70 concerts au total) s'achève en avril 2007. Accordéonissi-mots fait étape à Paris au Théâtre Marigny du 29 septembre au 26 novembre 2005, où est enregistré l'album.

## Autour de l'album
En 2005, Accordéonissi-mots sort en CD en édition simple.
L'album est (ré)édité en 2008 en version intégrale double CD.

## Titres
(la liste ci-dessous restitue la chronologie du tour de chant de l'édition double CD)
L'ensemble des textes est de Serge Lama (sauf précisions et/ou indications supplémentaires).
| 1.  | Les Ballons rouges                       |                           | Yves Gilbert                  | 4:26 |
| 2.  | Mon ami mon maitre                       |                           | Yves Gilbert                  | 3:16 |
| 3.  | Si tu le veux                            |                           | Yves Gilbert                  | 4:55 |
| 4.  | C'est toujours comme ça la première fois |                           | Yves Gilbert                  | 2:18 |
| 5.  | Le temps de la rengaine (1e partie)      |                           | Yves Gilbert                  | 1:55 |
| 6.  | Les jardins ouvriers (les illusions)     |                           | Yves Gilbert                  | 3:14 |
| 7.  | Le temps de la rengaine (2e partie)      |                           | Yves Gilbert                  | 3:05 |
| 8.  | La braconne                              | Eddy Marouani, Serge Lama | Alice Dona                    | 2:09 |
| 9.  | L'Algérie                                |                           | Alice Dona                    | 5:16 |
| 10. | La chanteuse a vingt ans                 |                           | Alice Dona                    | 3:01 |
| 11. | L'esclave                                |                           | Yves Gilbert                  | 4:48 |
| 12. | La salle de bain                         |                           | Alice Dona                    | 2:36 |
| 13. | Mon dada c'est la danseuse               |                           | Jean-Claude Petit, Serge Lama | 7:34 |
| 14. | L'enfant au piano                        |                           | Yves Gilbert                  | 3:22 |

| 1.  | Chez moi                                             |                       | Alice Dona                      | 3:37  |
| 2.  | Les glycines                                         |                       | Yves Gilbert, Jean-Claude Petit | 2:57  |
| 3.  | Vouci des fleurs, des fruits                         |                       | Serge Lama, Nicolas Montazaud   | 4:16  |
| 4.  | Superman (Apeman) (medley 1)                         | adaptation Serge Lama | Raymond Douglas Davies          | 2:05  |
| 5.  | Et moi je rend les femmes belles (medley 2)          |                       | Christophe Leporatti            | 1:58  |
| 6.  | Le gibier manque et les femmes sont rares (medley 3) |                       | Alice Dona                      | 1:12  |
| 7.  | Les P'tites Femmes de Pigalle (medley 4)             |                       | Jacques Datin                   | 1:38  |
| 8.  | Devenir vieux                                        |                       | Yves Gilbert                    | 5:10  |
| 9.  | Je t'aime à la folie (inclus présentation)           |                       | Yves Gilbert                    | 13'31 |
| 10. | D'aventures en aventures                             |                       | Yves Gilbert                    | 3:41  |
| 11. | Femme, femme, femme                                  |                       | Alice Dona                      | 6:57  |
| 12. | Je suis malade                                       |                       | Alice Dona                      | 7:18  |
| 13. | La vie simple et tranquille                          |                       | Yves Gilbert                    | 4:09  |

## Musicien
- Accordéon : Sergio Tomassi